# Manitoba
Manitoba je jedna z kanadských prérijních provincií o rozloze 649 950 km². Kanadskou vládou byla vytvořena v roce 1870. V Manitobě žije přibližně 1,34 milionu obyvatel. Hlavní a největší město provincie je Winnipeg, kde žije více než polovina všech obyvatel Manitoby. Největší etnickou skupinou Manitoby jsou Anglokanaďané, ale nachází se tu i významná franko-manitobská minorita a vzrůstající populace původního obyvatelstva. Na západě sousedí Manitoba s provincií Saskatchewan, na východě s Ontariem, na severu s teritoriem Nunavut a Hudsonovým zálivem, a na jihu s americkými státy Severní Dakota a Minnesota.
Manitoba má více než 110 000 jezer a díky své topografii také velice pevninské klima. Najdeme zde národní park Grasslands, prérijní park s nádhernými scenériemi. Je to nejstarší přírodní rezervace v Severní Americe, která chrání prérijní oblast s unikátní faunou, flórou a také impozantními skalními útvary.
Pro hospodářství Manitoby je klíčové zemědělství, které je nejvíce soustředěno v úrodné střední a jižní části provincie. Společně s provincií Saskatchewan je nazývána „sýpkou Kanady“. Další důležitá odvětví jsou doprava, průmyslová výroba, energetika, těžba, lesnictví a turismus.
Manitobské hlavní a největší město, Winnipeg, je osmým největším městem Kanady a domovem 60 % manitobského obyvatelstva. Winnipeg je sídlem provinční vlády, zákonodárného shromáždění a nejvyššího soudu provincie, Manitoba Court of Appeal. Čtyři z manitobských pěti univerzit, všechny čtyři manitobské profesionální sportovní týmy a většina jejích kulturních zařízení (včetně festivalů Festival du Voyageur a Folklorama) jsou umístěné ve Winnipegu. Město má vlaková a autobusová nádraží a frekventované mezinárodní letiště; také kanadské vzdušné síly operují z letiště, které je též regionálním velitelstvím Severoamerického velení vzdušné obrany.
Jméno Manitoba (které znamená „tíseň ducha“ nebo „jezero v prérijích“) je odvozováno od jazyka Krí, Odžibvejů či Assiniboinů. Lovci kožešin sem poprvé dorazili během poslední čtvrtiny 17. století. Manitoba se stala kanadskou provincií roku 1870 po povstání Red River Rebellion. Ve Winnipegu se v roce 1919 konala generální stávka. Později byla provincie těžce postižena Světovou hospodářskou krizí. To vedlo k vytvoření politického hnutí, které se stalo stranou New Democratic Party of Manitoba, jednou z hlavních politických sil v provincii.

## Geografie

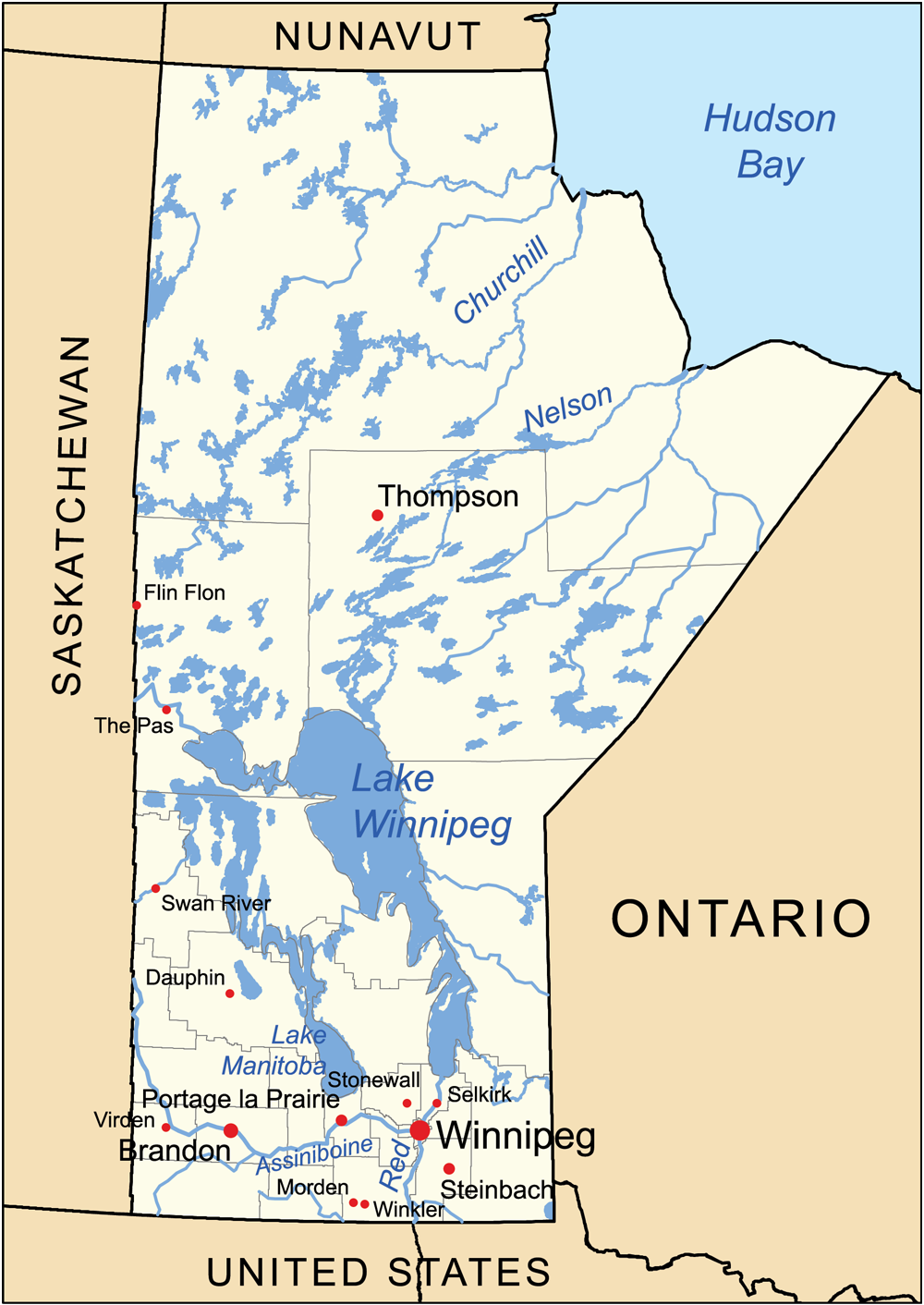
Mapa Manitoby

Manitoba hraničí s provincií Ontario na východě a Saskatchewanem na západě, s teritoriem Nunavut a Severozápadními teritorii na severu, a se státy USA Severní Dakotou a Minnesotou na jihu. Na severovýchodě přiléhá k Hudsonově zálivu a je tak jedinou prérijní provincií, která má mořské pobřeží. Manitoba zabírá z rozlohy Kanady 6,5 % a je 8,2× větší než Česká republika.

### Vodstva a terén
V provincii se nachází mořské pobřeží Hudsonova zálivu a přes 110 000 jezer, která zaujímají 15.6 % rozlohy. Největší manitobská jezera jsou jezero Manitoba, Winnipegosis a Winnipeg, desáté největší jezero na světě a zároveň největší jezero umístěné celé v jižní Kanadě. Některé tradiční indiánské země a jehličnaté lesy na východní straně jezera Winnipeg jsou navrženy organizací UNESCO jako světové dědictví.
Hlavní vodní toky zahrnují řeky Red, Assiniboine, Nelson, Winnipeg, Hayes, Whiteshell a Churchill. Většina obydleného manitobského jihu leží na dně prehistorického ledovcového jezera Agassiz. Tato oblast, obzvláště údolí řeky Red, je plochá a úrodná; celá provincie je poseta pahorkatými a skalnatými oblastmi, které zde byly zanechány ustupujícími ledovci.
Pohoří Baldy Mountain je nejvýše položeným místem provincie se svými 832 metry nad mořem, a pobřeží Hudsonova zálivu leží nejníže. Pohoří Riding Mountain, Pembinské kopce, Sandilandský les a Kanadský štít jsou také o něco výše položené oblasti. Většina řídce osídleného východu a severu provincie se rozkládá na nepravidelném žulovém Kanadském štítu, včetně oblastí Whiteshell, Atikaki a Nopiming.
Extenzivním typem zemědělství je obdělávána pouze jižní polovina provincie, přesto se lze setkat s obilnářstvím i v regionu Mrkvového údolí/Údolí Mrkvové řeky (poblíž The Pas), severně od 54. rovnoběžky. Nejčastější zemědělskou činností je chov dobytka (34.6 %), následovaný obilnářstvím (19.0 %) a olejnatými plodinami (7.9 %). Okolo 12 % kanadské zemědělské výroby pochází z Manitoby.

### Podnebí

První kanadské zaznamenané tornádo síly F5 Fujitovy stupnice blížící se k Elie

Manitoba má extrémně pevninské podnebí; teploty a srážky se všeobecně snižují od jihu k severu a srážky se ještě k tomu snižují od východu na západ. Manitoba je daleko od zmírňujících vlivů jak horských pásem tak velkých vodních ploch, a protože je celkově hodně plochá a málo členitá, je vystavena ledově chladným vzdušným masám polární oblasti vysoké tlaku proudící od severozápadu v lednu a únoru. V létě vzdušné masy přicházejí z jihu USA. Teplý vlhký vzduch táhne na sever z oblasti Mexického zálivu.
Jižní části provincie, nacházející těsně na sever odTornado Alley, zažívají tornáda každý rok, s patnácti potvrzenými v roce 2006. V roce 2007, 22. a 23. června, působila škody početná tornáda, z nichž největší bylo tornádo síly F5, které zdevastovalo části města Elie (nejsilnější oficiálně zaznamenané tornádo v Kanadě). Teploty přesahují 30 °C často vícekrát za léto, a kombinace tepla a vlhkosti může přivést humidexovou hodnotu až ke 40. Carman, Manitoba drží rekord v nejvyšší humidexové hodnotě v Kanadě, s 53.
Podle Ministerstva životního prostředí Kanady má Manitoba během celého roku nejjasnější oblohu z celé Kanady a druhou nejjasnější během léta. Také je nejslunečnější provincií na jaře a v zimě. Portage la Prairie má nejvíce slunečních dní během léta v celé Kanadě; Winnipeg má druhou nejjasnější oblohu v roce a je druhým nejslunečnějším městem v Kanadě jara a zimy. Jižní Manitoba má dlouhé období prosté mrazu (mezi 125 a 135 dny v údolí řeky Red), které se zkracuje směrem na severovýchod.
sm
Severní sekce Manitoby (včetně města Thompson) spadá do subarktické klimatické zóny (Köppnova stupně Dfc). Tento region je obdařen dlouhou a extrémně mrazivou zimou s krátkými teplými léty a nízkými srážkami. Overnight temperatures as low as -40 °C occur on several days each winter.
Jižní Manitoba (včetně města Winnipeg) spadá do zóny vlhkého pevninské klimatu (Köppnův typ Dfb). Tato oblast je v zimě studená a větrná a často zažívá blizzardy, které mají velkou možnost zasáhnout velké oblasti díky otevřené krajině Manitoby. Léta jsou teplá, přiměřené délky. Provincie je se svými středně velkými srážkami nejvlhčí oblastí z prérijních provincií.
Jihozápadní Manitoba, přestože je na stejném stupni podnebné klasifikace jako zbytek jižní Manitoby, má blízko k semiaridnímu vnitrozemí Palliserova trojúhelníku. Oblast je sušší a náchylnější k obdobím sucha než jiné oblasti jižní Manitoby. Tato oblast je v zimě studená a větrná a často zakouší účinky blizardů kvůli své otevřené krajině. Léta jsou všeobecně docela teplá až horká, s nízká až mírnou vlhkostí.
| Město              | Červenec (°C) | Červenec (°F) | Leden (°C) | Leden (°F) |
| ------------------ | ------------- | ------------- | ---------- | ---------- |
| Winnipeg           | 26/13         | 79/55         | −13/−20    | 9/−4       |
| Portage la Prairie | 25/13         | 77/55         | −12/−23    | 10/−9      |
| Dauphin            | 25/12         | 77/54         | −12/−23    | 10/−9      |
| Brandon            | 25/11         | 77/52         | −13/−24    | 9/−11      |
| The Pas            | 23/12         | 73/54         | −16/−26    | 3/−15      |
| Thompson           | 23/9          | 73/48         | −19/−31    | −2/−24     |

### Flóra a fauna

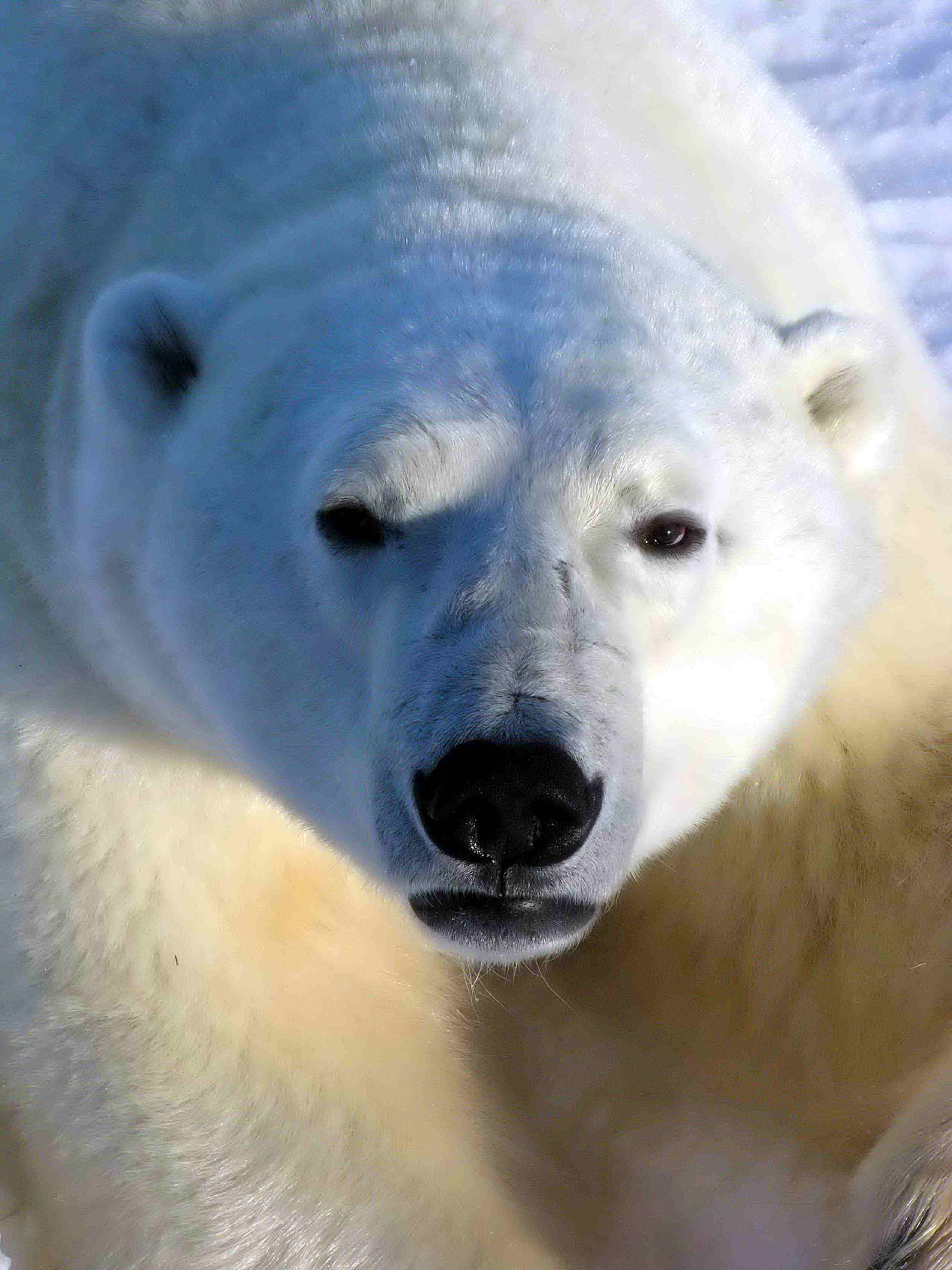
Lední medvědi jsou v severní Manitobě běžní

Východní, jihovýchodní a severní krajiny provincie se různí svým prostředím od severských jehličnatých lesů, přes tzv. maskek (mokřady), Kanadský štít až po malé sekce tundry hraničících s Hudsonovým zálivem. Lesy činí asi 263 000 km², čili 48 % z rozlohy provincie. Skládají se z borovic (většinou borovice Banksovy - anglicky Jack Pine - a nějakých borovic červených, Pinus resinosa - anglicky Red Pine), smrků (sivých, černých), modřínů (druhu anglicky zvaného Tamarack Larch), topolů (topol osika, topoly sekce Tacahamaca), bříz (papírovitých, drobných) a malých skupinek zeravů západních. Prérijní porosty dominují jižním částem provincie a jsou pozoruhodné výskytem ohroženého druhu Western Prairie Fringed Orchid.
Manitoba je domovem nejrůznějších druhů zvířat. Je zvláště pozoruhodná svou populací ledních medvědů; o Churchillu je běžně referováno jako o „hlavním městě ledních medvědů“ (Polar Bear Capital). Jiná velká zvířata, jako losi, jeleni či vlci, jsou běžná po celé provincii, obzvláštně v provinčních a národních parcích. Poblíž obce Narcisse se vyskytuje rozsáhlá populace severoamerických užovek rodu Thamnophis; zdejší nory jsou domovem nejvyšší koncentrace hadů na světě. V Manitobě se vyskytuje přes 145 druhů ptáků, včetně puštíka vousatého, oficiálního ptačího symbolu provincie, a ohroženého sokola stěhovavého. Manitobská jezera poskytují životní prostor pro 18 druhů lovných ryb, obzvláště pstruhovité ryby, štiky a Hiodon alosoides (anglicky goldeye), stejně jako pro mnohé menší ryby.

## Dějiny

### První národy a usazování Evropanů
Oblast dnešní Manitoby byla obydlena původním obyvatelstvem Ameriky již krátce po skončení poslední doby ledové, kdy ledovce na jihozápadě asi před 10 000 lety ustoupily. První nezaledněnou oblastí byla vysočina Želví hory. Kmeny Odžibvejů, Kríů, Dene, Siouxů, Mandanů a Assiniboinů tyto oblasti osídlily a další kmeny oblast navštěvovaly kvůli obchodu. V severní Manitobě byl dobýván křemen, potřebný k výrobě hrotů šípů. První obdělávání půdy je známo z údolí Červené řeky, kde byla pěstována kukuřice a další seté plodiny známé před příchodem Evropanů. Jméno „Manitoba“ je pravděpodobně odvozeno z jazyka Kríů či Odžibvejů a znamená „Manitouova úžina“ čili „úžina Velkého Ducha“. Také možná pochází z assiniboinského výrazu pro „prérijní jezero“.

Historická vlajka Společnosti Hudsonova zálivu z dob jejího působení jako britské obchodní společnosti

Prvním Evropanem, který veplul do Hudsonova zálivu (a tedy existuje možnost, že jako první Evropan spatřil severomanitobské břehy) byl roku 1611 Henry Hudson. Ten byl v zálivu vysazen svou vzbouřenou posádkou. Prvním Evropanem, který dorazil do oblastí dnešní střední a jižní Manitoby byl Sir Thomas Button, jenž cestoval proti proudu řeky Nelson až k Winnipežskému jezeru, když se v roce 1612 neúspěšně pokoušel najít a zachránit Hudsona. Britská loď Nonsuch připlula do Hudsonova zálivu obchodovat v období mezi lety 1668–1669, čímž se stala prvním obchodním plavidlem, které dorazilo do této oblasti. Tato výprava vedla k vytvoření Společnosti Hudsonova zálivu, které byla britskou vládou svěřena absolutní nadvláda nad celým úmořím Hudsonova zálivu. Takto získaná země byla pojmenována Ruprechtova, podle prince Ruperta, který pomohl získat finanční subvenci nutnou k založení společnosti. Faktorie York Factory byla založena roku 1684 poté, co původní pevnost Společnosti Hudsonova zálivu, Fort Nelson (vybudovaná roku 1682), byla zničena Francouzi.
Pierre Gaultier de Varennes, sieur de La Vérendrye navštívil údolí Červené řeky v 30. letech 18. století, když se snažit tyto oblasti prozkoumat proto, aby do nich umožnil proniknout francouzskému obchodu. Když do oblasti vstoupili Francouzi, začala zde obchodovat s místním obyvatelstvem montréalská společnost, slavná Severozápadní společnost, a postupně se tak vytvořil míšenecký národ Métisů. Ten byl bytostně spjat se Severozápadní společností. Jak Severozápadní, tak Společnost Hudsonova zálivu stavěly pevnosti pro obchod s kožešinami; silně si konkurovaly zvláště v jižní Manitobě, což příležitostně přerůstalo ve výbuchy násilí až do té doby, než se spolu v roce 1821 sloučily.
Velká Británie si toto území zajistilo Pařížským mírem z roku 1763 jako výsledek vítězství nad Francií v sedmileté válce (v Americe také známé jako francouzsko-indiánská válka; 1754–1763). Založení prvních evropských zemědělských usedlostí v roce 1812 Lordem Selkirkem severně od dnešního centra Winnipegu vyústilo v konflikt mezi britskými kolonisty a Métisy. V roce 1816 padlo dvacet kolonistů (včetně guvernéra) a jeden Métis v bitvě u Sedmi dubů.

### Konfederace

Vývoj kanadských provincií od roku 1867

Rupertova země byla přiřčena Kanadě, když se jí vzdala Společnost Hudsonova zálivu v roce 1869, a poté přivtělena k Severozápadním teritoriím; nedostatek v přístupu k svébytným zájmům Métisů vedl métiského vůdce Louise Riela k ustavení místní prozatímní vlády, což byl jeden z kroků, který vedl k povstání zvanému Red River Rebellion. V odpověď přišel první ministr John Alexander Macdonald se zákonem zvaným Manitoba Act a navrhl je k projednání kanadské Sněmovny lidu, the bill was given Royal Assent a Manitoba byla roku 1870 přijata do Kanadské konfederace jako provincie. Louis Riel byl kvůli povstání pronásledován britským armádním důstojníkem Garnetem Wolseleym, a tak Riel utekl do exilu. Métisům bylo kanadskou vládou bráněno v jejich pokusech získat půdu slíbenou při vstupu Manitoby do konfederace. Navíc museli čelit rasismu nové záplavy bílých osadníků, a tak se velké počty Métisů vystěhovaly do oblastí dnešního Saskatchewanu a Alberty.
Koncem 19. století byly s náčelníky nejrůznějších indiánských kmenů (tzv. Prvních národů), které žily v oblasti, podepisovány tzv. číslované smlouvy. Tyto smlouvy vytvářely zvláštní přísliby půdy pro každou domorodou rodinu. Výsledkem pak bylo založení systému indiánských rezervací pod jurisdikcí federální vlády. Předepsané množství půdy slíbené domorodému obyvatelstvu nebylo vždy pravomocně předáno; to vedlo k úsilí původního obyvatelstva dosáhnout práv na půdu nárokováním původního území, kteréžto spory v mnoha případech stále pokračují.
Původní provincie Manitoba byla čtvercem o pouhé osmnáctině své současné rozlohy a byla v hovorové řeči známá „postage stamp province“. Její hranice se rozšířily v roce 1881, ale Ontario si nárokovalo velkou porci území; sporné území bylo přiděleno k Ontariu roku 1889. Manitoba postupně rostla, absorbovala území Severozápadních teritorií, až dosáhla současné velikosti se severní hranicí na 60° s. z. š. v roce 1912.